# San Carlos de Bariloche
Bariloče izvirno špansko in uradno: San Carlos de Bariloche, okrajšano: Bariloche, so mesto v provinci Río Negro v Argentini, ki leži na vznožju Andov, na južni obali jezera Nahuel Huapi. V mestu sta tudi sedeža istomenskega departmaja in rimskokatoliške škofije.
Mesto se nahaja v območju narodnega parka Nahuel Huapi. Po obsežnih javnih delih in izgradnji središča mesta (Centro Civico) v »rustikalni alpski arhitekuri« se je naselje v 1930-ih in 1940-ih letih uveljavilo kot glavno zimsko turistično središče Argentine, z urejenimi smučišči, pohodniškimi potmi in planinskimi kočami. V naselju so poleg hotelov in penzionov tudi številne restavracije, bari, kavarne in čokoladnice. Po statističnih podatkih iz leta 2015 je bilo število prebivalcev približno 122.700, leta 2020 pa 125.082.

## Zgodovina
Ime Bariloche izhaja iz mapudungunske besede Vuriloche, z pomenom 'ljudje izza gore' (vuri = 'zadaj', che = 'ljudje') ali 'Zagorci'. Ljudstvo Poya je preko prelaza Vuriloche prečkalo Ande in ga dolgo časa skrivalo pred španskimi konkvistadorji.
Obstajajo dokazi o avtohtonih naseljih na bregovih jezera Nahuel Huapi, na območju sedanjega mesta Bariloče, iz obdobij pred prihodom prvih ekspedicij in belih naseljencev. Prvi znaki poselitve območja Nahuel Huapi segajo v obdobje neolitika. Arheološke najdbe izpričujejo naselitev Tehuelčev in Puelčev na tem območju. S procesom araukanizacije in predvsem od 17. stoletja dalje so na kulturo teh skupin močno vplivali Mapuči, ki so se tu naselili zaradi španskih konkvistadorjev v Čilu in njihovih nadaljnjih osvajanj proti vzhodu.
Koncem 19. stoletja je bilo v bližini Nahuel Huapija le še nekaj razpršenih avtohtonih družin: ljudstvu Inacayala so odvzeli zemljo in jih preselili v Tecko (Chubut).
Čeprav je bilo območje Nahuel Huapi vključeno v državo Argentino, se je začelo razvijati zaradi povezav s Čilom. Pred koncem 19. stoletja, ko je bila meja med državama še sporna, so z juga Čila postopoma prihajali ljudje, da bi se naselili v okolici jezera. Skupina majhnih kmetov je bila večina z otoka Chiloe, prispeli pa so tudi nemški priseljenci, ki so poprej živeli v Čilu.

### Španska raziskovanja in misijoni
Jezero Nahuel Huapi je bilo Špancem znano že v času osvajanja Čila. Po poteh ljudstva Mapuče čez Ande je v letih 1552–1553 španski guverner čilske kapetanije Pedro de Valdivia poslal Francisca de Villagra, da razišče območje vzhodno od Andov, na zemljepisnih širinah mesta Valdivia. Francisco de Villagra je prečkal Ande preko prelaza Mamuil Malal in se napotil proti jugu, dokler ni dosegel reke Limay v bližini jezera Nahuel Huapi.
Še en španec, ki je obiskal območje jezera Nahuel Huapi, je bil jezuitski duhovnik Diego de Rosales. Na to območje ga je poslal čilenski guverner Antonio de Acuña Cabrera, ki je bil zaskrbljen zaradi uporov indijancev Puelčev in Poyev po ekspedicijah lovcev na sužnje, ki jih je leta 1649 vodil Luis Ponce de León, med katerimi so lovili Indijance in jih prodajali v suženjstvo. Diego de Rosales je svoje potovanje začel pri ruševinah Villarice v Čilu, prečkal Ande preko prelaza Mamuil Malal in potoval naprej proti jugu, po vzhodnih andskih dolinah, leta 1650 pa je prispel do jezera Nahuel Huapi.
Leta 1670 je jezuitski oče Nicolás Mascardi z sedežem redovne postojanke v Chiloé, prispel na območje  skozi izliv Reloncaví in jezero Todos los Santos, da bi ustanovil misijon na jezeru Nahuel Huapi, kar je trajalo do leta 1673. Nov misijon na obali jezera Nahuel Huapi je bil ustanovljen leta 1703, po naročilu podkralja Peruja pa je bil finančno podprt iz Potosija. Zgodovinarji se ne strinjajo, ali je bil misijon v pristojnosti Valdivije ali Chiloéja. Po zgodovinskih dokumentih je Poya iz Nahuelhuapija zahteval ponovno vzpostavitev misijona, očitno za sklepanje zavezništva s Španci proti Puelčem. Po uporu Huillicheja leta 1712 na otočju Chiloé so nekateri uporniki v misijonu poiskali zatočišče pri očetu Manuelu del Hoyo.
Misijon so leta 1717 Poyasi uničili zaradi nesoglasja z misijonarji; predstojnik misijona jim ni hotel dati krave. Kmalu zatem so oblasti izvedele, da so Poyi ubili štiri ali pet ljudi, ki so potovali v Concepción. Kolonisti so zbrali kaznovalno odpravo in jo poslali v Calbuco in Chiloé. Odprava, sestavljena iz Špancev in indios reyunos, ni našla nobenega Poya.
Leta 1766 je vodja misijona Ralún poskušal ponovno vzpostaviti misijon v Nahuel Huapiju, vendar je naslednje leto španska krona zatrla Družbo Jezusovo in jezuitom ukazala umik iz kolonij v Ameriki.

### 19. stoletje do leta 1895
Območje je imelo močnejše povezave s Čilom kot z oddaljenim Buenos Airesom skozi večji del 19. stoletja, vendar so raziskovanja Francisca Morena in argentinske kampanje za osvojitev puščave vzpostavile legitimnost argentinske vlade. Uveljavilo se je javno mnenje, da predstavljajo vrhovi Andov naravno mejo med Argentino in Čilom. V mejni pogodbi iz leta 1881 med Čilom in Argentino je bilo območje Nahuel Huapi priznano kot del Argentine.
Nemški naseljenci so v sosednji južni Čile začeli prihajati v štiridesetih letih devetnajstega stoletja. Nekateri izmed njih in njihovih potomcev so v Čilu začeli donosno usnjarsko industrijo, ki je pridobivala živalske kože od avtohtonih skupnosti, tudi tistih na vzhodni strani Andov. V osemdesetih letih je argentinska vojska razselila domorodne skupnosti, ki so vodile to trgovino in prisilila trgovce z usnjem v Čilu, da so prečkali Ande, da bi si priskrbeli zaloge. Tako so številni podjetni čilenci, mnogi nemškega porekla, pričeli z govedorejo in trgovino na območju jezer Nahuel Huapi in Lácar.

### Sodobno naselje
Poleti 1894-1895 je Carlos Wiederhold, čilenec nemških korenin iz Osorna, prečkal slabo znane gorske prelaze Andov in prispel do jezera Nahual Huapi. Pri navigaciji po jezeru sta mu pomagala vodnika Antonio Millaqueo in Daniel Márquez iz Chiloéja. Wiederhold je kupoval živila v Puerto Monttu in jih pripeljal čez Ande, da bi jih prodal na območju Nahuel Huapi. Wiederhold je leta 1895 ob jezeru ustanovil trgovino La Alemana (nemka), ki je pomenila začetek razvoja sedanjega naselja San Carlos de Bariloche. Ker je bil Wiederhold imenovan za konzula nemškega cesarstva v Čilu, je v 19. stoletju iz Bariloč odšel v Puerto Montt. V Puerto Monttu je Wiederhold še naprej vodil posel, medtem ko je bil v Bariločah njegov poslovni partner Federico Hube, prav tako čilenski nemec iz Osorna, zadolžen za lokalne zadeve. Do leta 1900 so čilski trgovci prevladovali v trgovini na območju jezera Nahuel Huapi, s svojim nadzorom nad bližnjimi gorskimi prelazi. Hube & Achelis sta nadzorovala prelaze Paso Pérez Rosales, Camino y Lacoste in Paso Puyehue. Pri tem jimy je pomagal strah pred vojno med Čilom in Argentino v 19. stoletju, da sta lahko kasneje, leta 1902, pri trgovini uspešno izkoriščala zgolj arbitražno mejo med Čilom in Argentino.. Trgovska pot, ki jo je vzpostavil Wiederhold in je povezovala pacifiško pristanišče Puerto Montt v Čilu z jezerom Nahuel Huapi v notranjosti, je bila v začetku dvajsetega stoletja med najpomembnejšimi v severni Patagoniji.
Čilski podjetniki so se razširili, poleg trgovine so se v okolici jezera Nahuel Huapi pričeli ukvarjati tudi z živinorejo. Njihova podjetja so izvažala meso v osrednji Čile in pridobivala potrebne delavce iz južnega Čila, predvsem arhipelaga Chiloé. Argentinske oblasti so sprva spodbujale priseljevanje čilencev in jim ponujale zemljišča, če so se odpovedali čilskemu državljanstvu in vzeli argentinskega. Čilske oblasti so se odzvale s ponudbo zemljišč tistim, ki so se vrnili iz Argentine. Ko je spontana migracija iz območja arhipelaga Chiloé začela nadomeščati tisto, ki so jo vodila podjetja nemških naseljencev, so argentinske oblasti te migrante pričele gledati z nezaupanjem. Številni neodvisni naseljenci iz arhipelaga Chiloé so se uveljavili v Valle Mansu ,južno od Bariloč. Po besedah zgodovinarja Jorgeja Muñoza Sougaretta so argentinske oblasti te čilenske naseljence obravnavale kot »nepismene nomade, zlobne in neposlušne«.
V 1930-ih je središče mesta dobilo izgled tradicionalne evropske alpske arhitekture (imenovano je bilo »Mala Švica«.) Veliko zgradb je iz lesa in kamna. Leta 1909 je naselje imelo 1250 prebivalcev; telegraf, pošta in cesta sta mesto povezovala z Neuquénom. Trgovina je bila še naprej odvisna od Čila, vse do zgraditve železnice leta 1934, ki je Bariloče povezala z drugimi argentinskimi mesti.

### Arhitekturni razvoj in turizem
Med letoma 1935 in 1940 je argentinski direktorat narodnih parkov izvedel številna urbana javna dela, s čimer je mesto dobilo značilen »alpski« arhitekturni slog. Med njimi je morda najbolj znan »Centro Cívico«.
Bariloče so se iz središča trgovine z živino, ki se je opirala na trgovino s Čilom, razvile v mondeno turistično središče argentinske elite. Razvoj turizma se je začela v 1930-ih, ko so se kapacitete lokalnih hotelov z 1550 ležišč leta 1934 leta 1940 povečale na 4000. Leta 1934 je Ezequiel Bustillo, takrat direktor direkcije za narodne parke, naročil svojemu bratu Alejandru Bustillu gradnjo več stavb v Iguasúju in narodnem parku Nahuel Huapi (Bariloče so bile glavno naselje znotraj parka). V nasprotju s subtropskim narodnim parkom Iguasú so načrtovalci in razvijalci menili, da bi narodni park Nahuel Huapi zaradi zmernega podnebja lahko konkuriral evropskemu turizmu. Skupaj z razvojem Bariloč so med prednostne projekte prevzeli uresničitev nacionalnega načrta razvoja turizma.
Alejandro Bustillo je zasnoval stavbo Movilidad, Plaza Perito Moreno, neogotsko stolnico San Carlos de Bariloche in hotel Llao Llao. Arhitekt Ernesto de Estrada je zasnoval Centro Civico Bariloche, ki so ga odprli leta 1940. Pri gradnji stavb v Centru Civico, knjižnice Domingo Sarmiento, muzeja Patagonije Francisco Moreno, mestne hiše, pošte, policijske postaje in carine so večinoma uporabili lokalne materiale, med njimi tuf, skrilavec ter les patagonske ciprese Fitzroya cupressoides.
Ameriški predsednik Dwight Eisenhower je leta 1960 obiskal Bariloče, kot gost predsednika Artura Frondizija. Klasični violinist Alberto Lysy je leta 1967 tukaj ustanovil godalni kvartet »Camerata Bariloche«.

### Projekt Huemul
V petdesetih letih preteklega stoletja je na majhnem otoku Huemul v jezeru Nahuel Huapi, nekdanji predsednik Juan Domingo Perón poskušal na skrivaj zgraditi prvi fuzijski reaktor na svetu. Projekt bi stal približno 300 milijonov današnjih ameriških dolarjev in ni bil nikoli dokončan, zaradi pomanjkanja zelo napredne tehnologije, ki je bila potrebna. Za projekt je skrbel Avstrijec Ronald Richter. Objekte je še vedno mogoče obiskati in so vidni z določenih lokacij na obali.

### Nacisti v Bariločah
Leta 1995 so bile Bariloče na naslovnicah mednarodnega tiska, ker so bile zatočišče nacističnih vojnih zločincev, kot sta bila nekdanji SS-Hauptsturmführer Erich Priebke in SS-častnik Reinhard Kopps, v Argentini znan kot Juan Maler. Priebke je bil dolga leta direktor nemške šole v Bariločah.
V svoji knjigi Bariloche nazi-guía turística iz leta 2004, argentinski avtor Abel Basti trdi, da sta Adolf Hitler in Eva Braun mnogo let po drugi svetovni vojni živela v okolici Bariloč. Basti je zapisal, da so argentinski nacisti posestvo Inalco izbrali za Hitlerjevo zatočišče.
Grey Wolf: The Escape of Adolf Hitler (Sivi volk: pobeg Adolfa Hitlerja) knjiga (in poznejši film) britanskih avtorjev Simona Dunstana in Gerrarda Williamsa iz leta 2011, sta navajala, da sta Hitler in Eva Braun pobegnila iz Berlina leta 1945 in se skrivala v haciendi San Ramon, šest milj vzhodno od Bariloč, vse do zgodnjih šestdesetih let. Večina zgodovinarjev izpodbija te navedbe, saj na splošno verjamejo, da sta Hitler in Braunova v zadnjih dneh druge svetovne vojne storila samomor.

## Geografija
Bariloče ležijo na nadmorski višini 900 metrov na pobočjih Andov, na južni obali jezera Nahuel Huapi v središču istoimenskega narodnega parka Nahuel Huapi, 1680 km južno od glavnega mesta Argentine – Buenos Airesa. Bariloče so zgradili na južni obali ledeniškega jezera Nahuel Huapi, ki ima obliko trizoba, dolgega 80 km, katerega tri točke se pogrezajo proti zahodu v masivu Andov. Mesto je oddaljeno 19 kilometrov od vrha Cerro Catedral (2405 m), V bližini sta še gori Otto in López. Metropolitansko območje je zelo obsežno, z velikim številom počitniških kolonij in vključuje polotok Llao Llao. Cerro Catedral, pomembno središče zimskih športov, se nahaja južno od Barilocheja. Meja s Čilom je oddaljena zgolj nekaj deset kilometrov.

## Podnebje
Bariloče ležijo na prehodu med hladnim sredozemskim podnebjem (Köppnova podnebna klasifikacija Csb) in oceanskim podnebjem (Cfb), z izrazitimi alpskimi značilnostmi (nizke nočne temperature, velike temperaturne razlike, visoka toplotna amplituda). Kombinacija nadmorske višine in prevlade zahodno-severozahodnih vetrov povzroča, da je podnebje razvrščeno kot hladno zmerno podnebje s suho sezono, ki predstavlja gradient padavin zahod – vzhod. Povprečne letne padavine se gibljejo od 4000 mm na andskih vrhovih in v Portori Blestu, do samo 600 mm na območju reke Limay. V urbanih območjih se povprečne letne padavine gibljejo od 800 do 1000 mm. Večina teh je skoncentrirana jeseni in pozimi, ki predstavljajo kar 70 % letnih padavin.
Srednja letna temperatura v Bariločah je 8,4 °C v središču mesta (1901–1950). Januarja se dnevne temperature običajno gibljejo od 20 do 28 °C, občasno pa se lahko dvignejo do 30 °C. Povprečni minimum v januarju je 8,2 °C v središču mesta, čeprav lahko v toplih dneh nočne temperature dosežejo do 15 °C. Pozimi se dnevne temperature gibljejo od 1 do 8 °C, nočne pa se približujejo ledišču ali manj. Temperature se razlikujejo glede na nadmorsko višino.
Za vreme je značilno, da je skozi vse leto vetrovno; 85 % dni je vetrovnih, dnevi brez vetra so redki. Večina vetra pretežno prihaja iz zahoda-severozahoda, vzhodni vetrovi so redki. Običajno so vetrovi močni, zlasti spomladi, kjer lahko sunki presežejo hitrost 100 km/h.
Voda v lokalnih jezerih je vedno hladna in se temperatura giblje med 12 in 15 °C. Razlog za to so velikost jezer, zaradi katerih sončno ogrevanje poleti nima velikega vpliva na temperaturo. Manjša jezera lahko pozimi zamrznejo, zlasti v višjih legah.

## Demografija
Končni rezultati popisa leta 2010 so pokazali, da ima občina 112.887 prebivalcev. Posledična demografska stopnja rasti je 2,14 %.
Popis prebivalstva iz leta 2001 je zabeležil 93.101 prebivalcev. To je pomenilo 1,39-odstotno rast v primerjavi z 81.001 prebivalci iz leta 1991. Ta stalna rast je Bariločam omogočila, da so presegle Trelew in se po popisu leta 2001 uvrstile na tretje mesto med večjimi patagonskimi naselji v Argentini.
Urbano središče Bariloč s sosednjimi zaselki je zaradi svoje velikosti in geografske lege pomembno v več pogledih: je najbolj poseljeno naselje v provinci Río Negro (presega  ga le somestje Neuquén - Plottier - Cipolletti, vendar samo, če je podatku dodano število prebivalcev v provinci Neuquén). Hkrati je drugo najpomembnejše argentinsko turistično središče (za Mar del Plata) in tretji aglomerat v celotni argentinski Patagoniji (presegata ga le Veliki Neuquén in aglomerat Comodoro Rivadavia-Rada Tilly).
V preteklosti so bile Bariloče središče pomembne nemške skupnosti, pa tudi drugih evropskih izseljencev, med drugimi Avstrijcev in Italijanov. Obstaja tudi pomembna populacija indijanskih staroselcev, predvsem Tehuelčev.

## Rastlinstvo
Naselje Bariloče je na prehodnem območju med patagonsko stepo in valdivijskim gozdom, zato je območje bogato z različnimi avtohtonimi vrstami:
- Fitzroya cupressoides (špansko Alerce) – Patagonska cipresa
- Drimys winteri (špansko Canelo) – zimsko lubje
- Lomatia hirsuta (špansko Radal) - radal

Južne bukve
- Nothofagus nervosa (špansko Raulí) -  raulí ali raulíjeva bukev
- Nothofagus dombeyi (špansko Coihue) – Dombeyeva bukev
- Nothofagus betuloides (špansko Coihue de Magallanes) – Magellanova južna bukev ali guindo
- Nothofagus antarctica (špansko Ñire) – antarktična lažna bukev
- Nothofagus pumilio (špansko Lenga) – lažna bukev lenga
- Nothofagus obliqua (špansko Roble Pellín) – patagonski hrast, roble, pellín

- Chusquea culeou (špansko Caña Colihue) – čilski babmbus
- Maytenus boaria (špansko Maitén) – vrsta trdoleske
- Austrocedrus chilensis (špansko Ciprés) – čilska cipresovka
- Luma apiculata (špansko Arrayán) – iz družine mirt
- Embothrium coccineum (špansko Notro) – čilski ognjeni grm
- Araucaria araucana (špansko Araucaria) – čilska aravkarija
- Gevuina avellana (špansko Avellano) – čilski lešnik
- Alstroemeria aurea (špansko Amancay) – perujska lilija
- Fuchsia magellanica (špansko Chilco) – škrlatna fuksija

## Znanost
Poleg turizma in z njim povezanimi dejavnostmi in storitvami so Bariloče tudi središče napredne znanosti in tehnologij. Centro Atómico Bariloche je raziskovalno središče nacionalne komisije za atomsko energijo, kjer se izvajajo temeljne in uporabne raziskave na številnih področjih fizikalnih znanosti. V Bariločah Instituto Balseiro, visokošolska ustanova Universidad Nacional de Cuyo, uspešnim in perspektivnim študentom podeljuje diplome iz fizike, jedrskega, strojnega in telekomunikacijskega inženirstva ter magisterije in doktorate. V Bariločah deluje, poleg drugih projektov, tudi INVAP, visokotehnološko podjetje, ki načrtuje in gradi jedrske reaktorje, najsodobnejše radarje in vesoljske satelite.
Zasebna neprofitna organizacija »Bariloche Foundation« nadaljuje tradicijo znanstvenega raziskovanja v mestu. Začelo se je leta 1963 in spodbuja podiplomski študij in raziskave. Na Nacionalni univerzi Comahue je tudi več oddelkov in laboratorijev.

## Turizem
Turizem je glavna gospodarska dejavnost v mestu in okolici. Zaradi svojih geografskih značilnosti obstajajo dejavnosti, ki se odvijajo v poletnih mesecih, druge pa pozimi. Mesto se nahaja v središču narodnega parka Nahuel Huapi in predstavlja izhodišče (po vodi) do narodnega parka Los Arrayanes, ki ščiti gozd čilske mirte (Luma apiculata). Vrsta posebej opremljenih katamaranov omogoča vožnjo in izlete po jezeru Nahuel Huapi.
Najpomembnejše smučarsko središče v Argentini je Cerro Catedral, ki je zgolj 20 km iz mesta. Drugo smučarsko središče je hrib Otto, kjer so proge za tek na smučeh.
Voda v rekah in jezerih je zaradi taljenja snega ves čas mrzla, vendar se že marca in v poletnih mesecih veliko ljudi odpravi na sončenje na plažah  Nahuel Huapija, kot so: Bonita, Serena ter jezera Moreno in Gutiérrez, nekateri celo uživajo v kopanju. Na jezerih in rekah v regiji se izvajajo vodne dejavnosti, vključno z jadranjem, čolnarjenjem ter raftingom na rekah. Znani so tudi konjeniški centri v okolici, med njimi Piedras Blancas.
Obsežna mreža prenočišč in gorskih koč, ki so razpršene po pokrajini, omogočajo ogled jezer, gora in ledenikov. Obstajajo urejene in označene poti, primerne za pohodnike vseh vrst, začenši s po nekaj sto metrov pod stoletnimi coihui (Nothofagus dombeyi), do vzponov v visokogorje, pripororočljivih samo za usposobljene alpiniste. Planinci na tem območju so združeni v Club Andino Bariloche, ki obiskovalcem nudi pomoč ter informacije pri načrtovanju in izvedbi.
Bariloče so tudi glavno dijaško turistično središče v državi, saj so pogosto cilj srednješolskih maturantov, kadar se odpravijo na valeto.

### Kultura
V letu potekata dva pomembna festivala. Eden izmed njih je državni festival snega (Fiesta Nacional de la Nieve), ki običajno poteka na začetku zimske sezone (med junijem ali julijem), drugi pa je festival čokolade (Fiesta del Chocolate), ki vsako leto poteka v času Velike noči.

## Slovenska skupnost
V mestu živi tudi skupnost slovenskih izseljencev, ki so po drugi svetovni vojni emigrirali sprva v Buenos Aires in od tam v Bariloče, ter njihovih potomcev. Slovensko planinsko društvo Bariloče - Club Andino Esloveno je zgradilo »Slovenski stan«, kjer ima skupnost svoje prireditve in sobotno slovensko šolo. V njem je možno tudi prenočiti.

## Mednarodne povezave
Bariloče so pobratene s:
- Aspen, ZDA
- La Massana, Andora
- St. Moritz, Švica
- Puerto Varas, Čile
- Osorno, Čile
- Puerto Montt, Čile
- Queenstown, Nova Zelandija

Bariloče so sklenile sporazume o prijateljstvu z naslednjimi mesti:
- Gramado, Brazilija
- Belluno, Italija
- L'Aquila, Italija
- Sestriere, Italija